# Tramwaje w Aracaju
Tramwaje w Aracaju − zlikwidowany system komunikacji tramwajowej w brazylijskim mieście Aracaju, działający w latach 1908−1955.

## Historia
Tramwaje w Aracaju uruchomiła spółka Empresa Carris Urbanos 24 października 1908, były to tramwaje konne. Pierwsza linia tramwajowa o długości 1,3 km połączyła Praça Fausto Cardoso z Cemitério Santa Isabel. Wagony do obsługi linii zakupiono w Salvadorze. W 1920 do obsługi sieci o długości 13 km posiadano 55 koni i 17 wagonów, które kursowały po torach o rozstawie wynoszącym 800 mm. W 1923 została założona spółka Empresa Tracção Electrica de Aracaju, która zamówiła 10 otwartych wagonów silnikowych oraz 2 tramwaje techniczne w firmie Van der Zypen & Charlier z Kolonii, które miały obsługiwać sieć tramwajów elektrycznych. Tramwaje dostarczono w grudniu 1925. Pierwsze jazdy próbne odbyły się w marcu 1926, a oficjalna inauguracja tramwajów elektrycznych nastąpiła 13 sierpnia 1926,choć kursowały one od 2 czerwca. Rozstaw szyn na linii wynosił 1000 mm. W 1935 w mieście były 10 silnikowych tramwajów pasażerskich, 3 wagony silnikowe towarowe i 3 wagony doczepne. W 1933 tramwaje przewiozły 480 tys. pasażerów, w 1934 było ich 570 tys., a w 1935 przewieziono 622 817 pasażerów. Sieć tramwajową zlikwidowano w 1955. 